# Germaine Lubin
Germaine Lubin byla francouzská sopranistka.

## Život
Narodila se 1. února 1890 v Paříži. Studovala na pařížské konzervatoři u Martiniové, Isnardonové a sester Lehmannových. Po válce byla obviněna z kolaborace s nacisty, byla odsouzena, na tři roky uvězněna a předčasně ukončila svou pěveckou kariéru. Zemřela 27. října roku 1979 v Paříži.

## Angažmá a role
Poprvé zpívala roli Antonie v Hoffmannových povídkách roku 1912 v Opéra Comique.

### Angažmá
- 1911- 1944 – Pařížská opera
- roku 1937 hostovala v Royal Opera House, Covent Garden v Londýně
- 1931 – 1939 – Bayreuth

Dále vystupovala v Berlíně a Rakousku.

### Role
- Aida – v opeře Giuseppe Verdiho
- Alcesta – v opeře Christopha Willibalda Glucka
- donna Anna – opera Don Giovanni Wolfganga Amadea Mozarta
- Isolda – opera Tristan a Isolda Richarda Wagnera
- Élektra – v opeře Richarda Strausse
- Brünnhilda – opery Valkýra a Siegfried Richarda Wagnera